# Lost in Desire
Lost in Desire ist ein Musikprojekt von Stephan Sutor, das 2008 gegründet wurde. Es stellt sein erstes Projekt als Solokünstler dar und der Stil vereint Elemente aus verschiedenen Musikrichtungen wie Alternative, Pop- und Synth Rock.

## Geschichte
Stephan Sutor begann bereits im Alter von 4 Jahren Klavier und Gitarre zu spielen. Nachdem er in verschiedenen Bands gespielt hatte, wandte er sich der elektronischen Musik zu. Zusammen mit Wojtek Grzymala bildet er das Duo Silicon Brothers (veröffentlicht auf Club Culture/Warner).
2004 begann Stephan hauptsächlich bei unterschiedlichen Produktionen und Projekten mitzuwirken und sammelte Material für eigene Songs, um 2010 schließlich mit seinem ersten Soloprojekt Lost in Desire zurückzukehren. Das erste gleichnamige Album wurde im Frühling 2010 bei Echozone/Sony veröffentlicht. Ein Jahr später folgte das Remix-Album Reborn from the Ashes. Dort sind unter anderem Remixe von Apoptygma Berzerk, Assemblage 23, Imperative Reaction und Whispers in the Shadow zu hören.
2013 erschien das Album Skin, erneut über Echozone. Es folgte eine Europatour. Anschließend wechselte die Band zu Music Obscure, wo die 2014er EP 100 Grams of Your Heart veröffentlicht wurde.
2019 veröffentlichte Lost in Desire das bis dato letzte Album III. Darauf befindet sich mit Venus in Furs eine Coverversion des Songs von The Velvet Underground, zu dem Sutor auch ein Video veröffentlichte.

## Stil
Der Stil von Lost in Desire ist im Wesentlichen geprägt von Sutors Unwillen, sich einem bestimmten Musikstil zugehörig zu fühlen. So finden sich sowohl Einflüsse des Alternative, Pop- und Synth Rock in der Musik. Auch Elemente von Gothic Rock, Industrial und Dark Ambient finden sich in der Musik. Neben neun Songs befinden sich auf dem ersten Album auch zwei Gedichte. Die Texte sind dementsprechend sehr künstlerisch, voller Pathos und bieten Einblick in eine eher wirre Gefühlswelt. Sie sind zudem sehr offen gehalten und sollen den Hörer „zu eigenen Träumereien, Inspirationen und Vorstellungen anregen.“ Wiederkehrende Themen sind Verlust und Liebe. Musikalische und lyrische Vorbilder sind unter anderem Soft Cell, Gary Numan und Lou Reed. Sutors Stimme erinnert dabei ein wenig an Placebo.

## Diskographie

### Alben
- 2010: Lost in Desire (Echozone/Sony Music)
- 2011: Reborn from the Ashes (Remix-Album, Echozone/Sony Music)
- 2013: Skin (Echozone/Sony Music)
- 2019: III (Music Obscure)

### EPs
- 2010: The Vampire EP
- 2011: I Am You EP
- 2012: Zero
- 2012: Coming Home
- 2013: Remixes Collected
- 2013: Put Out That Light EP
- 2014: 100 Grams of Your Heart

### Singles
- 2011: I Am You
- 2017: Burning Man
- 2018: Venus in Furs

### Remixe
- 2011: Whispers in the Shadow – Clouds Without Water (Lost in Desire Remix)